# Le Buat (Manche)
Pour les articles homonymes, voir Le Buat.
Le Buat  est une ancienne commune française qui a fusionné le 1er janvier 1969 avec celle d'Isigny pour former la nouvelle commune d'Isigny-le-Buat (mise en application de l'arrêté du 1er octobre 1968). 

## Toponymie
Le nom de la localité est attesté sous la forme Parachio de Buato.
Le Buat signifie en ancien français, un « lavoir », peut-être « un canal, un conduit d'eau ».

## Histoire
La famille du Buat fut l'une des plus anciennes lignées de l'Avranchin du XIIe au XVIIIe siècle. Un Raoul du Buat jura fidélité à Philippe Auguste en 1204 et cette famille conserva la paroisse jusqu'en 1789.

## Liste des maires
| Période                                                                                  | Période | Identité       | Étiquette | Qualité |
| ---------------------------------------------------------------------------------------- | ------- | -------------- | --------- | ------- |
| 1958                                                                                     | 1968    | Victor Besnard |           |         |
| Une partie des données est issue d'une liste établie par Jean Pouëssel et Michel Richard |         |                |           |         |

## Démographie
| 1793 | 1800 | 1806 | 1821 | 1831 | 1836 | 1841 | 1846 | 1851 |
| ---- | ---- | ---- | ---- | ---- | ---- | ---- | ---- | ---- |
| 400  | 356  | 396  | 426  | 372  | 385  | 398  | 420  | 409  |

| 1856 | 1861 | 1866 | 1872 | 1876 | 1881 | 1886 | 1891 | 1896 |
| ---- | ---- | ---- | ---- | ---- | ---- | ---- | ---- | ---- |
| 417  | 414  | 405  | 401  | 404  | 424  | 451  | 420  | 403  |

| 1901 | 1906 | 1911 | 1921 | 1926 | 1931 | 1936 | 1946 | 1954 |
| ---- | ---- | ---- | ---- | ---- | ---- | ---- | ---- | ---- |
| 385  | 388  | 399  | 354  | 366  | 369  | 359  | 357  | 358  |

| 1962 | 1968 | - | - | - | - | - | - | - |
| ---- | ---- | - | - | - | - | - | - | - |
| 322  | 294  | - | - | - | - | - | - | - |

## Lieux et monuments
- Église Saint-Jean-Baptiste (XVIIIe siècle) avec son portail ouest roman. Elle abrite une chaire à prêcher (XVIIIe), trois tableaux du XIXe, une verrière (XXe).
- Chapelle Notre-Dame de la Miséricorde et du Rosaire (XVIe siècle), à Pain d'Avaine, partie du territoire du Buat jouxtant le bourg d'Isigny, près de l'actuelle bibliothèque. Restaurée, elle a été rouverte en 1986. Elle abrite huit statues polychromées dont sainte Anne, saint Marc, saint Michel (XVIe)[2].

La chapelle fut construite en 1574 par Alain Davalis, né au Buat, professeur au collège Redmont à Paris.
- Vestiges du château des Buat (XVIIIe siècle) sur la route de Pain d'Avaine.
- Ancien presbytère.

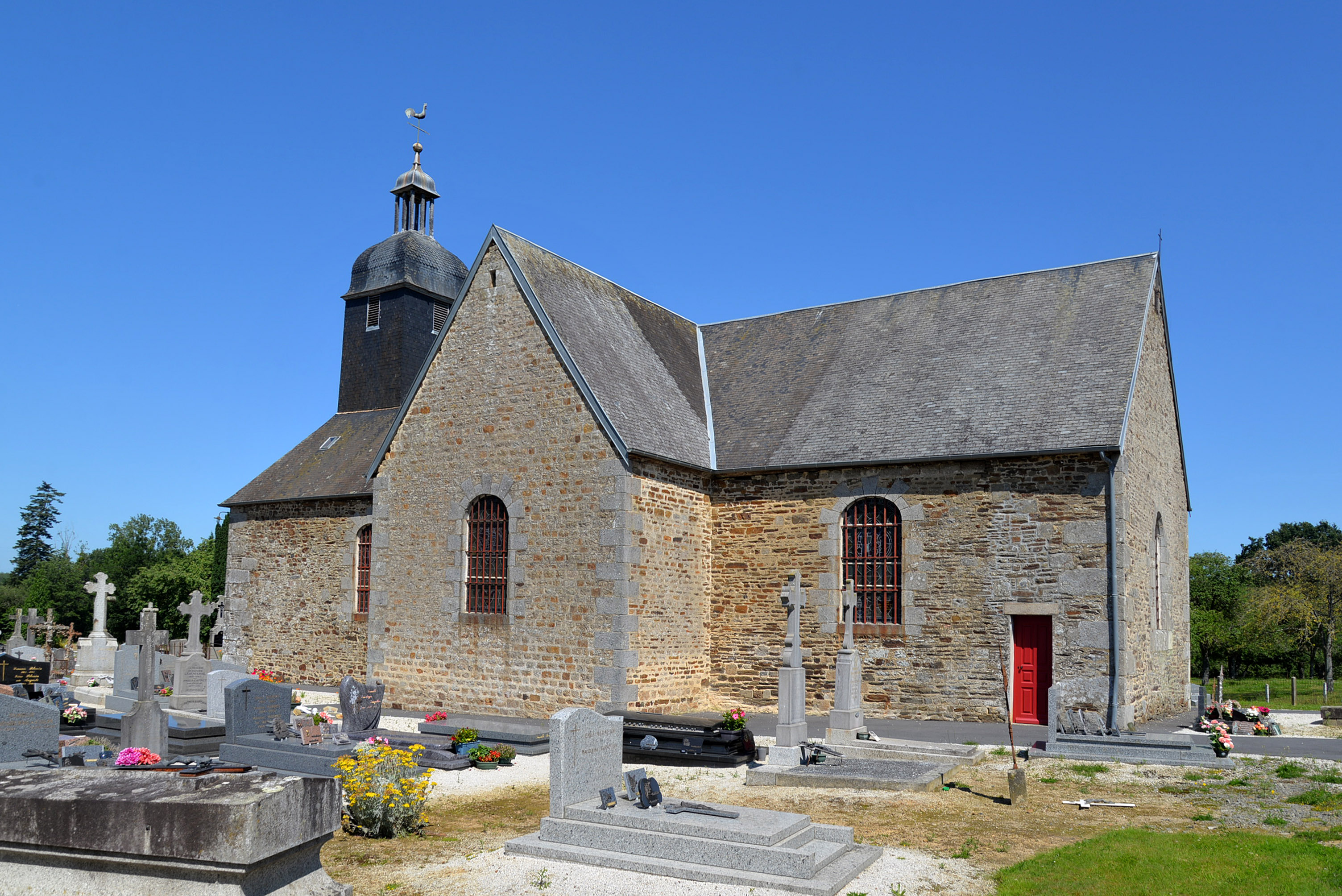
L'église Saint-Jean du Buat.
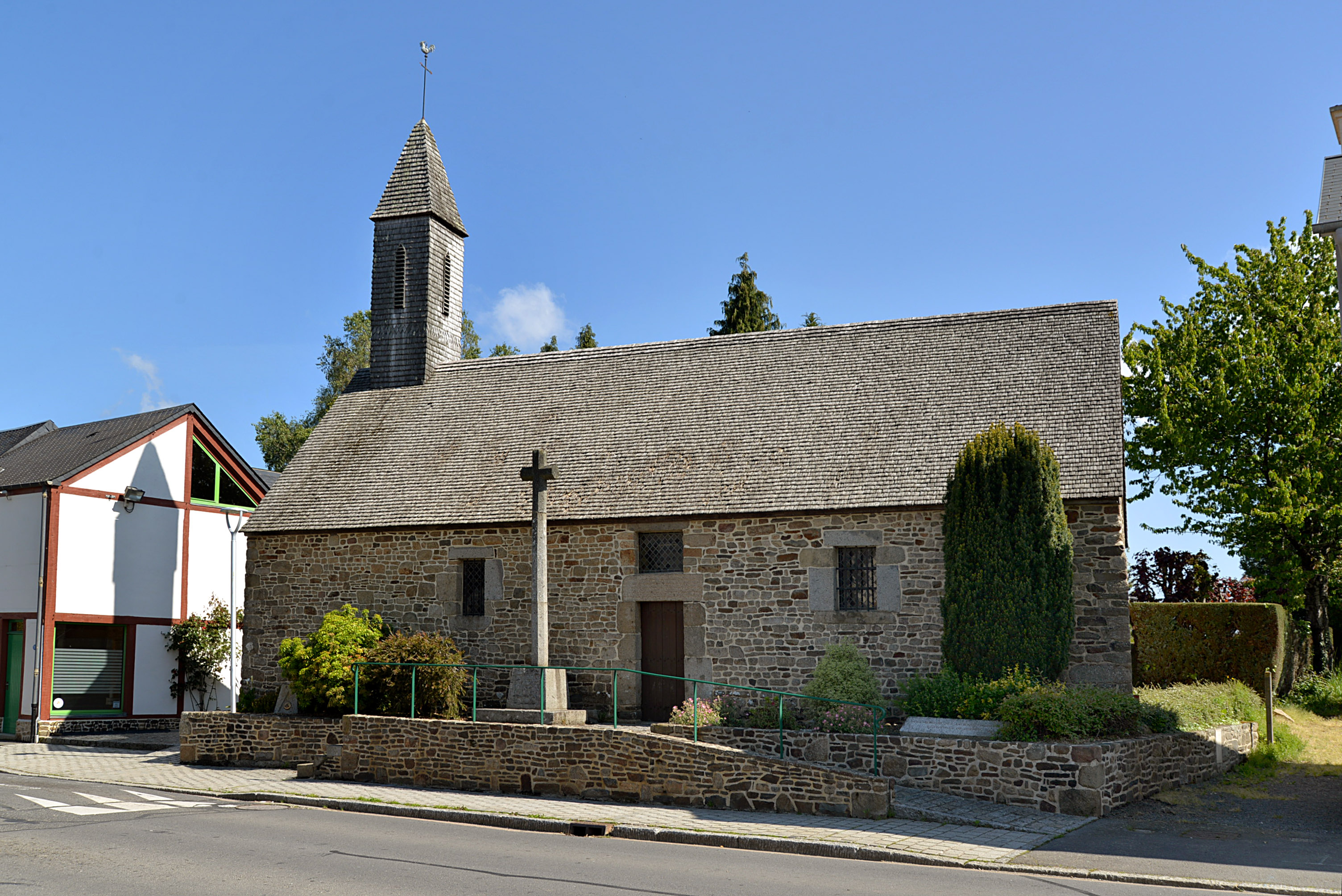
La chapelle Notre-Dame de la Miséricorde et du Rosaire de Pain d’Avaine.